# Cremona Circuit
Der Cremona Circuit „Angelo Bergamonti“ ist eine Motorsport-Rennstrecke in der Nähe von San Martino del Lago in der italienischen Provinz Cremona.

## Geschichte
Die Strecke wurde am 7. Juli 2011 eingeweiht und war anfangs als Rennstrecke von San Martino del Lago bekannt. Im Jahr 2016 erhielt sie den Namen Cremona Circuit „Angelo Bergamonti“, benannt nach dem in der Nähe geborenen Motorradrennfahrer. Ursprünglich war sie 3450 Meter lang und wurde zwischen Januar und April 2021 basierend auf einem Entwurf des Designers Jarno Zaffelli auf 3712 Meter verlängert.

## Veranstaltungen
Ab 2024 wird die Strecke Teil des Kalenders der Superbike-Weltmeisterschaft sein. Für diese Veranstaltung wird sie neu asphaltiert und auf eine Länge von 3792 Metern erweitert, wobei eine neue Tribüne gebaut wird.